# Дрізд сірокрилий
Дрізд сірокрилий (Turdus boulboul) — вид горобцеподібних птахів родини дроздових (Turdidae). Мешкає в Гімалаях і Південно-Східній Азії.

## Опис

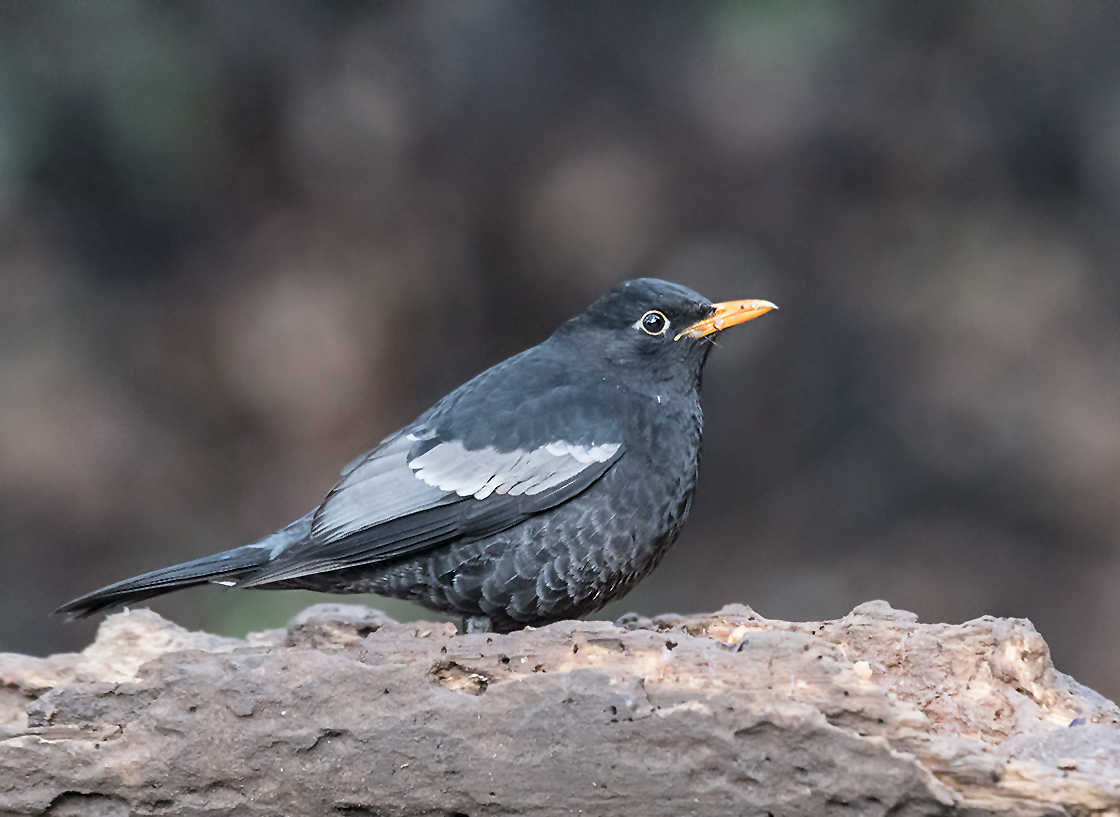
Самець сірокрилого дрозда

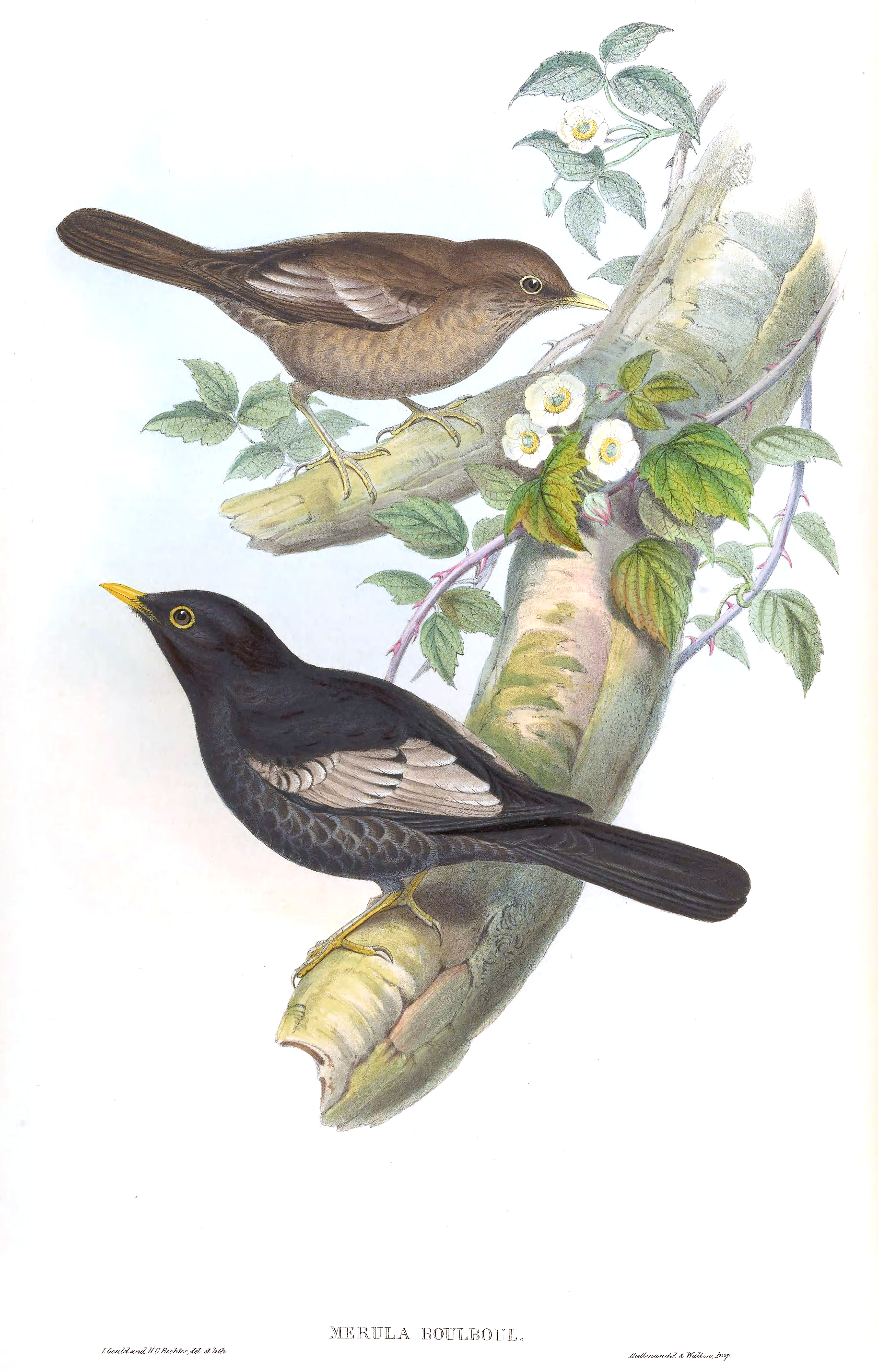
Пара сірокрилих дроздів

Довжина птаха становить 27-29 см, вага 85-105 г. У самців верхня частина тіла чорна, блискуча, на крилах широка сірувато-біла смуга. Нижня частина тіла сіра. Дзьоб жовтий, на кінці темний, очі темно-карі, навколо очей жовтувато-оранжеві кільця, лапи жовтувато-коричневі. У самиць голова темно-оливково-коричнева, на обличчі світлі плями, на голові з боків світлі смужки. Верхня частина тіла темно-коричнева. нижня частина тіла оливково-коричнева, груди і живіт мають легкий сіруватий відтінок. Шия і підборіддя блідо-коричневі, поцятковані нечіткими темними плямками і смужками. Дзьоб темно-коричневий, біля основи жовтуватий. Кільця навколо очей блідіші, ніж у самців. Лапи бурувато-жовті. Молоді птахи мають переважно чорнувато-буре забарвлення.

## Поширення і екологія
Сірокрилі дрозди мешкають в Пакистані, Індії, Непалі, Бутані, Китаї, М'янмі, Таїланді, Лаосі і В'єтнамі, трапляються в Бангладеш. Вони живуть у вічнозелених дубових і рододендронових гірських лісах, хвойних гірських лісах і вологих тропічних гірських лісах, а також в чагарникових заростях і садах. Зустрічаються на висоті від 1500 до 2300 м над рівнем моря, взимку частина популції мігрує в долини, на висоті від 1200 до 2100 м над рівнем моря. В Непалі сірокрилі дрозди спостерагалися на висоті панад 3000 м над рівнем моря.

## Поведінка
Сірокрилі дрозди зустрічаються поодинці або парами, взимку також невеликими зграйками. Іноді приєднуються до змішаних зграй птахів разом з гімалайським дроздами та іншими птахами. Живляться комахами, личинками, дощовими червами, равликами і плодами (зокрема плодами кизильника і барбариса). Шукають їжу на землі і на деревах. Сезон розмноження триває з березня по серпень, з піком в травні-червні. Гніздо чашоподібне. робиться з трави, листя, моху, лишайників і корінців. В кладці 3-4 блакитнуватих або жовтувато-зелених яєць, поцяткованих червонувато-коричневими і пурпуровими плямками. Насиджує лише самиця. За пташенятами доглядають і самиці, і самці.